# 歪果仁研究协会
歪果仁研究协会（英語：YChina，简称外研会、歪研会）是一个组织，创建于2016年12月，视频主题为采访在华外国人，采访题材常涉及中国现时期的流行文化，活跃平台为Bilibili、新浪微博、YouTube、脸书等。

## 发展历程
歪果仁研究协会由方晔顿和高佑思等人于2016年12月所创建，这两人均是北京大学的学生，其中方晔顿是中国浙江人，高佑思是以色列人。早在2014年，方晔顿和高佑思便创建了唯喔fanTV公司，主要拍摄体育相关的视频，如采访世界各地的球迷，也有对一些对中国了解不多的外国人进行采访。后来他们发现，展示中国与其他国家文化差异的视频要比体育类视频受欢迎，于是开始转型，创建歪果仁研究协会。其中「歪果仁」是普通话中「外国人」的谐音。
歪果仁研究协会在拍摄视频前会经过讨论确认一个主题，这些主题和中国文化有关，也常涉及到中国的流行文化和中国各地的文化。确定主题后，歪果仁研究协会的成员会到街上采访外国人，主要的采访地点是北京五道口以及清华大学和北京大学等高校，因为这些地方外国人比较多，有时他们也会到中国其他省市和其他国家和地区进行采访。采访结束后，他们对拍摄的视频进行剪辑后发布。
谈到歪果仁研究协会目的与展望时，方晔顿表示有一些外国人对中国存在着一定的误解，所以想通过这个组织消除误解，促进国际交流。高佑思则表示希望以一个外国人的视角去探索当今的中国。此外，高佑思表示，有把歪果仁研究协会的观众市场拓宽到中国以外的打算。
歪果仁研究协会因其在新疆棉花事件和香港反送中运动中支持中国政府的立场受到中国海外民运和中国国内异议人士的抨击。然而，其会长高佑思因在2023年巴以冲突中发布支持以色列的言论而遭到许多中国内地网民的质疑。

## 主要成员
| 姓名                     | 国籍   | 在团队中的身份 | 家人                                              |
| ------------------------ | ------ | -------------- | ------------------------------------------------- |
| 方晔顿                   | 中国   | 创始人         |                                                   |
| 高佑思                   | 以色列 | 创始人、会长   |                                                   |
| 星悦 (Melissa Kidson)    | 美国   | 副会长         | Dan(父亲), Julie(母亲), Hannah(妹妹), Sarah(妹妹) |
| 夏波波                   | 阿根廷 |                |                                                   |
| 马思瑞                   | 美国   |                |                                                   |
| CC                       | 中国   |                |                                                   |
| 贝乐泰 (Alistair Bayley) |        |                |                                                   |